# Спекуляция доменными именами
Спекуляция доменными именами (англ. domaining, от domain — домен) — сложившаяся практика идентификации и регистрации или приобретения доменных имён Интернета для последующей их перепродажи для получения прибыли.
Обычно спекулируют доменными именами, содержащими такие слова, которые могут иметь значение для данного вида трафика. Поэтому общие слова и фразы, например «poker» (покер), «insurance» (страхование), «travel», «creditcards», «sex» и другие, являются привлекательными объектами для спекуляции в любом домене верхнего уровня.
Спекулятивные характеристики доменного имени могут быть связаны с новостями или текущими событиями. Тем не менее, эффективный период, в течение которого такие возможности актуальны, может быть ограничен. Быструю оборачиваемость в перепродаже доменов часто называют сбросом доменов.